# Фабр, Синди
Синди Фабр (фр. Cindy Fabre; род. 26 сентября 1985 года в Кон-Кур-сюр-Луаре, департамент Ньевр) — обладательница титула «Мисс Франция» 2005 года. Участвовала в конкурсах «Мисс Вселенная 2005» и «Мисс Мира 2005».

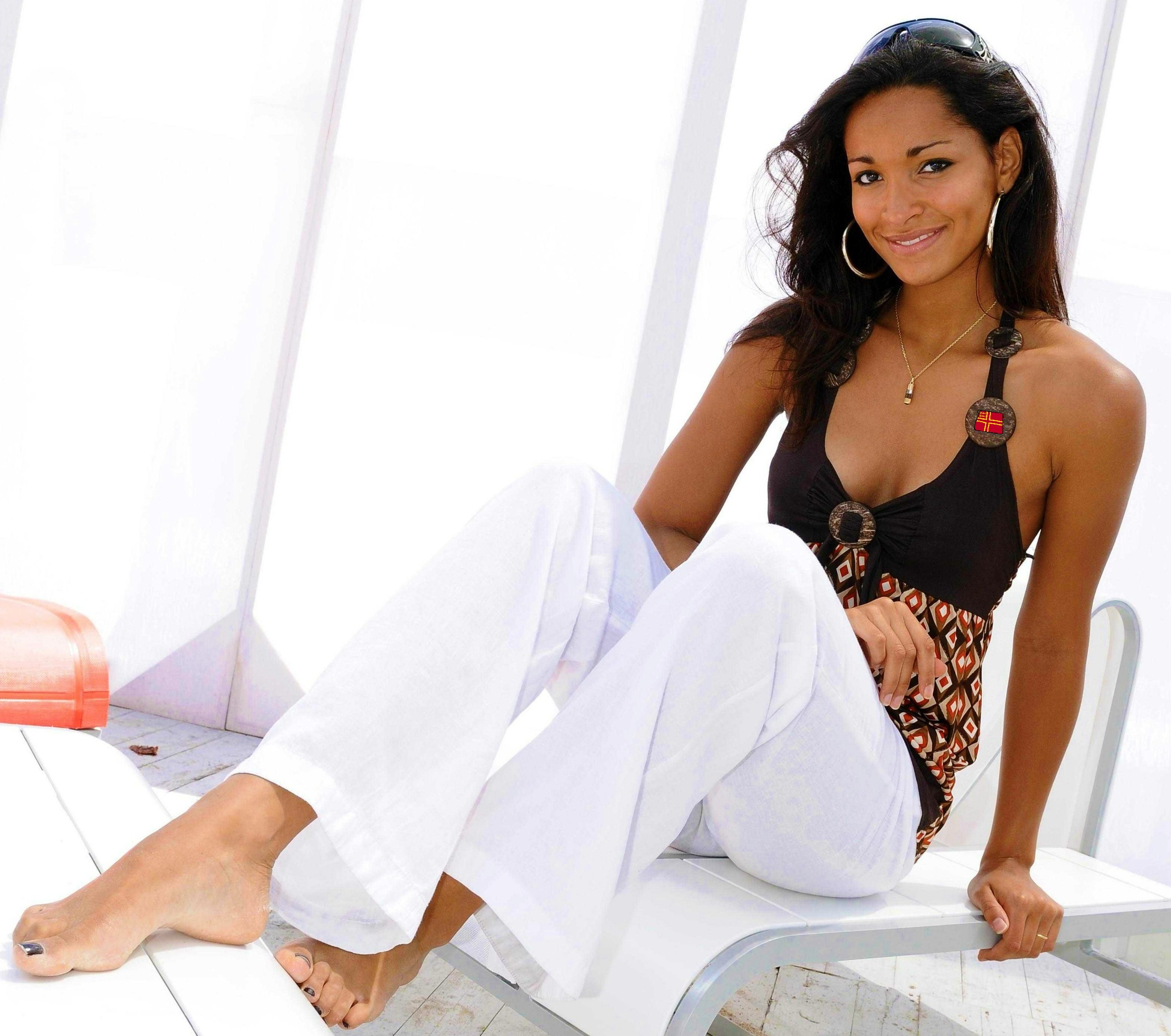

Синди Фабр была избрана Мисс Францией в 2005 году. Она сменила на этом «посту» Летисию Блеже и стала 51-й «Мисс Францией» 4 декабря 2004 года. Она представляла Францию на конкурсе Мисс Вселенная 2005 в Бангкоке, Таиланд, в мае 2005 года, на котором не добилась успеха. В этом конкурсе победила Натали Глебова которая представляла Канаду и стала Мисс Вселенной-2005. Также Синди Фабр участвовала в конкурсе «Мисс Мира 2005», в котором победила «Мисс Исландия» Уннур Бирна Вильямсдоттир.